# Nicolas Jalabert
Nicolas Jalabert [uitspraak: 'ʒɑlɑbɛiʀ] (Mazamet, 13 april 1973) is een Frans voormalig beroepswielrenner, van 1993 tot 2009. Hij is de jongere broer van Laurent Jalabert.

## Biografie
Jalabert werd beroepswielrenner in 1995 in een klein Frans team. Nadat hij in zijn tweede profjaar de Grote Prijs Rennes en een etappe in de Ronde van de Toekomst had gewonnen, kreeg hij een contract bij Cofidis. Hier won hij in zijn eerste jaar nogmaals de Grote Prijs Rennes, de Route Adélie de Vitré en het totaalklassement Coupe de France. In de volgende jaren behaalde Jalabert, die het vooral moest hebben van ontsnappingen tijdens wedstrijden op niet al te heuvelig terrein, slechts ereplaatsen. Pas in 2002, toen hij na een jaar bij ONCE voor het tweede seizoen bij Team CSC reed, won hij een etappe in de Ronde van Poitou-Charentes. Een jaar later won hij de Ronde van Nedersaksen. In 2004 trad Jalabert in dienst bij Phonak. In 2007 won hij de Classic Loire-Atlantique.
Nicolas Jalabert stond altijd in de schaduw van zijn vier en een half jaar oudere broer Laurent, met wie hij van 2000 tot 2002 in één team reed. Hij nam 10x deel aan de Ronde van Frankrijk.

## Palmares
1993
Eindklassement Ronde van de Loire-Atlantique
1994
Parijs-Tours U23
1995
Mi-Août en Bretagne
1996
Grote Prijs Rennes
3e etappe Ronde van de Toekomst
1997
Route Adélie de Vitré
Grote Prijs Rennes
Eindklassement Coupe de France
2002
2e etappe Ronde van Poitou-Charentes
Bordeaux - Caudéran
2003
Eindklassement Ronde van Nedersaksen
2007
Classic Loire-Atlantique

### Resultaten in voornaamste wedstrijden
| Jaar | Ronde van Italië | Ronde van Frankrijk | Ronde van Spanje |
| ---- | ---------------- | ------------------- | ---------------- |
| 1995 |                  |                     |                  |
| 1996 |                  |                     |                  |
| 1997 |                  | 135e                |                  |
| 1998 |                  | 49e                 |                  |
| 1999 |                  |                     | opgave           |
| 2000 |                  | opgave              |                  |
| 2001 |                  | 115e                |                  |
| 2002 |                  |                     |                  |
| 2003 |                  | 106e                |                  |
| 2004 |                  | 82e                 | opgave           |
| 2005 |                  | 138e                |                  |
| 2006 |                  | 102e                | opgave           |
| 2007 |                  | 114e                |                  |
| 2008 |                  | opgave              |                  |
| 2009 |                  |                     |                  |

| Jaar | Milaan-San Remo | Gent-Wevelgem | Ronde van Vlaanderen | Parijs-Roubaix | Amstel Gold Race | Luik-Bast.‑Luik | Bretagne Classic | Waalse Pijl | Omloop Het Volk |  | WK op de weg |  | Wereldranglijsten |
| ---- | --------------- | ------------- | -------------------- | -------------- | ---------------- | --------------- | ---------------- | ----------- | --------------- |  | ------------ |  | ----------------- |
| 1995 |                 |               |                      |                |                  |                 | 19e              |             |                 |  |              |  |                   |
| 1996 |                 |               |                      |                |                  |                 | 21e              |             |                 |  |              |  |                   |
| 1997 |                 |               |                      |                |                  |                 | 10e              |             |                 |  | 24e          |  |                   |
| 1998 | 83e             | 81e           | 12e                  |                |                  |                 |                  |             |                 |  |              |  |                   |
| 1999 | 117e            |               |                      |                |                  |                 | 48e              |             |                 |  |              |  |                   |
| 2000 | 74e             |               |                      |                |                  | 96e             |                  | 49e         |                 |  |              |  |                   |
| 2001 |                 |               |                      |                |                  |                 |                  |             |                 |  |              |  |                   |
| 2002 | 69e             |               | 21e                  |                |                  |                 | 17e              |             | 58e             |  |              |  | 43e (UWB)         |
| 2003 | 43e             |               | 64e                  |                |                  |                 | Brons            |             | 70e             |  |              |  |                   |
| 2004 |                 |               | 33e                  |                |                  |                 |                  |             |                 |  |              |  |                   |
| 2005 | 47e             |               |                      | 27e            | 73e              |                 | 91e              |             |                 |  |              |  |                   |
| 2006 |                 |               |                      |                | 34e              |                 |                  |             |                 |  |              |  |                   |
| 2007 |                 |               |                      |                |                  |                 |                  |             |                 |  |              |  |                   |
| 2008 |                 |               |                      |                |                  |                 |                  |             | 6e              |  |              |  |                   |
| 2009 |                 |               |                      | 31e            |                  |                 |                  |             |                 |  |              |  |                   |

Andreu · 
Armstrong · 
Capelle · 
Desbiens · 
Fondriest · 
Gaumont · 
Goubert · 
Jalabert · 
Julich · 
Livingston · 
Martin · 
Millar · 
Moncoutié · 
Moreau · 
Plaza · 
Rinero · 
Rominger · 
Saugrain · 
Thibout · 
Tournant · 
Van De Laer · 
Gwiazdowski (stagiair) · 
Plouhinec (stagiair) · 
Poos (stagiair) 
Bertolini · 
Capelle · 
Casagrande · 
Delbove · 
Desbiens · 
Fondriest · 
Gané · 
Gaumont · 
Goubert · 
Gwiazdowski · 
Jalabert · 
Julich · 
Lelli · 
Le Quellec · 
Livingston · 
Martin · 
Meier · 
Millar · 
Moncoutié · 
Moreau ·
Plaza · 
Plouhinec · 
Rinero · 
Saugrain · 
Thibout · 
Tournant · 
Loder (stagiair) · 
Tombak (stagiair) 
Bourgain · 
De Wolf · 
Delbove · 
Desbiens · 
Farazijn · 
Gané · 
Gaumont · 
Gwiazdowski · 
Jalabert · 
Julich · 
Lamour · 
Lelli · 
Le Quellec · 
Loder · 
Mattan · 
Meier · 
Millar · 
Moncoutié · 
Moreau ·
Plouhinec · 
Prétot · 
Quemener · 
Rinero · 
Rokia · 
Tombak · 
Tournant · 
Vandenbroucke · 
Guillaume (stagiair) · 
Krafft (stagiair) · 
Ravaleu (stagiair) 
Cañada ·
Cuesta ·
Díaz ·
Etxebarria ·
Florencio ·
García ·
González ·
Gutiérrez ·
L. Jalabert · 
N. Jalabert ·
Lejarreta ·
Luttenberger ·
Nozal ·
Olano ·
Peña ·
Sastre ·
Serrano ·
Zarrabeitia ·
Rodríguez (stagiair) 
Asmaker ·
Beeckman ·
Blaudzun · 
Cerezo ·
García ·
Hamburger ·
Hoffman ·
L. Jalabert ·
N. Jalabert ·
Jeune ·
Jonasson ·
Jørgensen · 
Larsen ·
Bjarke Nielsen · 
Piil ·
Piziks ·
J. Rasmussen ·
Rittsel ·
Sandstød ·
N. Sørensen · 
R. Sørensen ·
Michael Steen Nielsen ·
Bruun Eriksen (stagiair) ·
M. Rasmussen (stagiair)
Asmaker ·
Blaudzun · 
Bruun Eriksen ·
Calvente ·
Cerezo ·
Dean ·
García ·
Hamilton ·
Hoffman ·
L. Jalabert ·
N. Jalabert ·
Jeune ·
Jonasson ·
Madsen ·
Nielsen · 
Peron ·
Piil ·
Piziks ·
Rasmussen ·
Rittsel ·
Sandstød ·
Sastre ·
Sørensen · 
Van Bondt ·
Van Hyfte ·
Ramírez (stagiair) ·
Schleck (stagiair)
Blaudzun · 
Bruun Eriksen ·
Calvente ·
Christensen ·
Dean ·
Hamilton ·
Hoffman ·
Jalabert ·
Kristensen ·
Luttenberger ·
Madsen ·
Michaelsen · 
Peron ·
Piil ·
Piziks ·
Sandstød ·
Sastre ·
Schleck ·
Sørensen · 
Tafi ·
Van Bondt ·
Van Hyfte ·
Arroyo (stagiair) ·
Knudsen (stagiair) ·
Urtasun (stagiair)
Aebersold · 
Albasini · 
Bayarri · 
Bennati ·  
Camenzind (tot 31/07) · 
Dessel · 
Elmiger · 
Fertonani · 
González ·   
Grabsch · 
Gutiérrez ·
Hamilton ·
Jalabert ·
Moos · 
Murn · 
Nose · 
Oesaw · 
Pereiro · 
Pérez ·
Rast ·
Sevilla · 
Schnider · 
Tschopp · 
Valjavec · 
Zülle (tot 31/08) · 
Urweider (stagiair) 
Aebersold · 
Botero · 
Clerc ·  
Elmiger · 
González (tot 15/09) ·   
Grabsch · 
Guidi · 
José Enrique Gutiérrez ·
José Ignacio Gutiérrez ·
Hunter · 
Jalabert ·
Landis · 
Martín ·
Moos · 
Murn · 
Nose ·  
Peña ·
Pereiro · 
Rapinski ·
Rast ·
Schnider · 
Tschopp · 
Urweider ·
Valjavec · 
Zampieri
Botero · 
Clerc ·  
Elmiger · 
Fernández ·
Grabsch · 
Guidi · 
José Enrique Gutiérrez ·
José Ignacio Gutiérrez ·
Hesjedal ·   
Hunter · 
Jalabert ·
Landis (tot 31/07) · 
Martín ·
McCarty · 
Merckx ·
Moerenhout · 
Moos ·
Morabito · 
Murn ·  
Peña ·
Rast ·
Schär · 
Stalder ·
Tschopp ·
Urweider (tot 15/04) · 
Vitoria · 
Zampieri
Balčiūnas · 
Baranauskas ·
Bergès · 
Bichot · 
Calvente ·
Coutouly · 
Dekkers ·
Dueñas ·
Feillu ·
Gaztañaga ·
Gonzalo · 
Hervé ·
Jalabert ·
Martínez · 
Mercado ·
Plouhinec ·
Ravaleu ·
Ravard ·
Robin ·
Salmon · 
Sinner · 
Vogondy ·
Bouet (stagiair) · 
Thiré (stagiair)   
Bergès · 
Bichot · 
Bouet · 
Caethoven ·
Casper · 
Coutouly · 
R. Feillu ·
Gaztañaga ·
Gonzalo · 
Hervé ·
Ista ·
Jalabert ·
Le Lay ·
Lequatre · 
Moreau · 
Ravard ·
Rinero ·
Salmon · 
Sinner · 
Vogondy ·
B. Feillu (stagiair) · 
Cusin (stagiair) · 
Denis (stagiair)   
Bergès · 
Bichot · 
Bouet · 
Caethoven ·
Calzati · 
Cusin · 
B. Feillu · 
R. Feillu ·
Gonzalo · 
Huguet · 
Ista ·
Jalabert ·
Laurent · 
Le Boulanger · 
Le Lay ·
Lequatre · 
Moreau · 
Ravard ·
Vogondy